# Oricalco

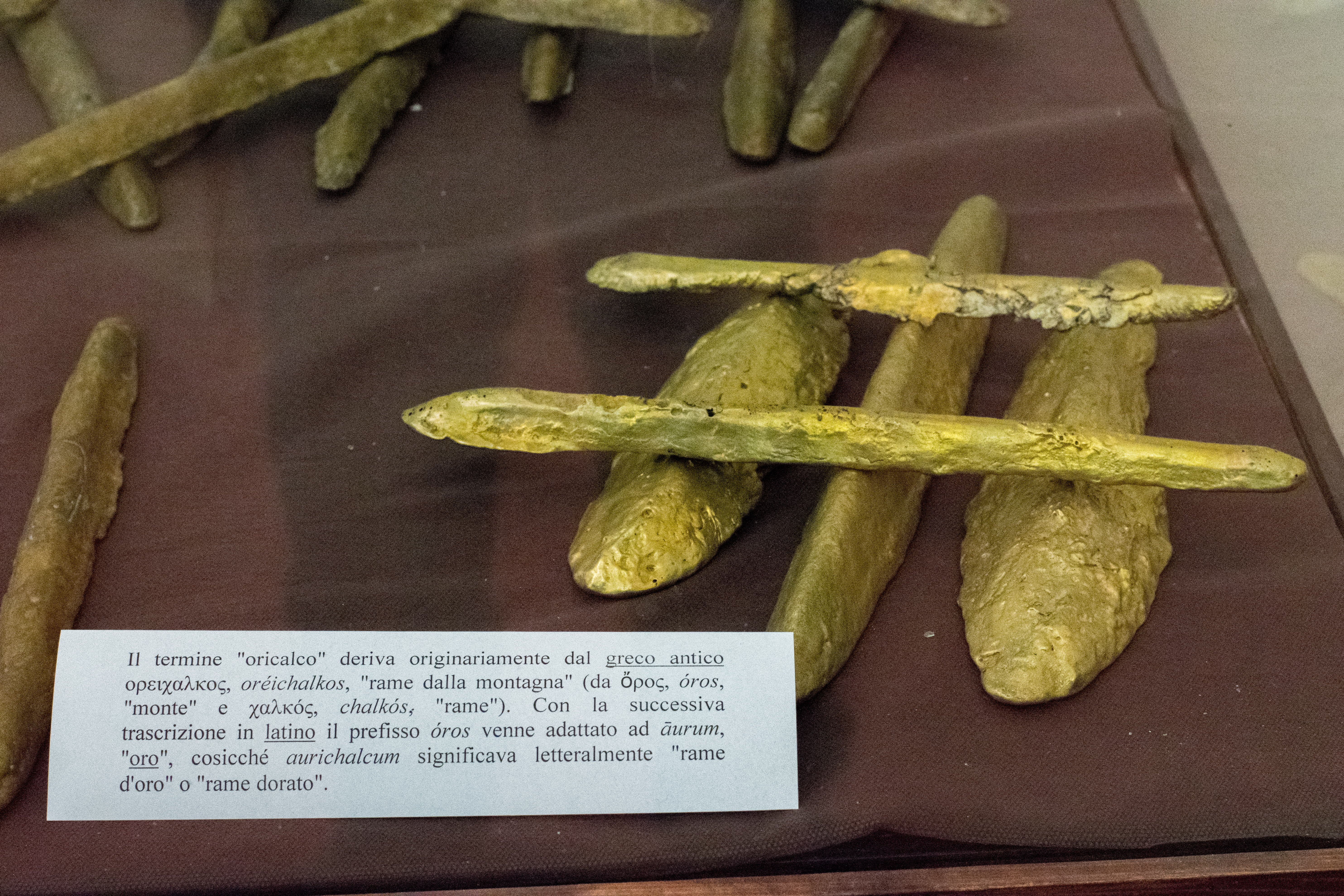
Oricalco encontrado em em naufragio na região de Gela, Sicilia

Oricalco é um tipo de metal que teria sido usado em Atlântida, citado em "Crítias", de Platão. De acordo com Crítias, o oricalco era considerado muito valioso, depois apenas do ouro. Teria sido achado e explorado em muitos lugares da Atlântida em tempos remotos. Na época de Crítias no entanto, só era conhecido por nome. Não se sabe ao certo o que era o oricalco. Traduzindo do grego Ορείχαλκος (de όρος,  oros  que é montanha e χαλκός,  chalkos , que é cobre ou bronze), a tradução literal seria "cobre da montanha" ou "metal da montanha".
É desconhecida também a composição desse metal. Pode ser uma liga de ouro/cobre,  cobre/estanho, ou cobre/zinco/latão, ou metal desconhecido.
De acordo com Crítias, as paredes do Templo de Posídon e Clito (localizado no centro da Atlântida) eram feitas de oricalco, assim como alguns pilares.
Levando-se em conta interpretações mais plausíveis e racionais acerca da existência ou não de Atlântida, duas hipóteses mostram-se razoáveis: uma é pressupor que a citação do Oricalco é uma referência à prata vinda das minas de Láurio, assim como a própria Atlântida tratar-se-ia de uma alegoria ao estado político de Atenas nos tempos de Platão. Outra interpretação diz respeito à Revolução do Bronze ocorrida na suméria, no quarto milênio a.C. O bronze é obtido com a mistura de cobre e estanho, como o estanho era de difícil obtenção e localização, até agora não se sabe, ao certo, como se deu a revolução da Era do Bronze na Suméria. A tradução da palavra titicaca, segundo Zecharia Sitchin, é 'montanha de estanho'. Ele sugere que nos Andes havia minas de estanho para, junto com o cobre, fabricar o bronze usado pelos antigos sumérios.
Foram encontrados em janeiro de 2015 lingotes que seriam de oricalco no fundo do mar de Gela, costa do distrito de Bulalla, que foram datados do século VI a.C. Os lingotes tem 80% de cobre e 20% de zinco em sua composição e teriam sido feitos usando metalurgia avançada para época. O achado abre discussões sobre rotas de abastecimento de metais do Mediterrâneo antigo.